# Cantón de Ruan-5
El cantón de Ruan-5 era una división administrativa francesa, que estaba situada en el departamento de Sena Marítimo y la región de Alta Normandía.

## Composición
El cantón estaba formado por una fracción de la comuna que le daba su nombre:
- Ruan (fracción)

## Supresión del cantón de Ruan-5
En aplicación del Decreto nº 2014-266 de 27 de febrero de 2014, el cantón de Ruan-5 fue suprimido el 22 de marzo de 2015 y su fracción de comuna pasó a formar parte del nuevo cantón de Mondongo.